# Szandra Lajtos
Szandra Lajtos (* 22. Juli 1986 in Szeged) ist eine ungarische Shorttrackerin.
Sie machte erstmals im Jahr 2002 international auf sich aufmerksam. Sie startete bei der Juniorenweltmeisterschaft und der Weltmeisterschaft in Montreal, schied dort aber in den Vorläufen aus. In Salt Lake City nahm sie an ihren ersten Olympischen Spielen teil und war dort mit 15 Jahren die jüngste Teilnehmerin im Shorttrack. Sie startete über 500 m und 1000 m, konnte die Vorläufe jedoch nicht überstehen. Danach dauerte es bis zur Saison 2003/04, bis Lajtos wieder bei den internationalen Saisonhöhepunkten antrat. Im Februar 2004 debütierte sie in Mladá Boleslav im Weltcup, ihr bestes Resultat war das Erreichen des Viertelfinals über 500 m. Bei der Weltmeisterschaft in Göteborg schied sie jedoch erneut in allen drei Vorläufen aus. In der folgenden Saison 2004/05 startete Lajtos nur beim Heimweltcup in Budapest und mit der Staffel bei der Europameisterschaft in Turin, konnte jedoch keine Vorläufe überstehen. Deutlich erfolgreicher lief dann aber die Saison 2005/06. Sie nahm an fünf Weltcups teil und zog bei zwei 500-m-Rennen ins Viertelfinale und bei zwei Staffelrennen ins Halbfinale ein. Bei der Juniorenweltmeisterschaft in Miercurea Ciuc und der Europameisterschaft in Krynica-Zdrój gewann sie mit der Staffel jeweils Bronze und feierte ihre ersten internationalen Medaillengewinne. Ein Jahr später erreichte Lajtos in der Staffel erneut das Finale bei der Europameisterschaft in Sheffield, wo das Quartett allerdings disqualifiziert wurde.
In den folgenden Jahren verpasste Lajtos den Sprung ins ungarische Weltcupteam und startete nur bei kleineren Wettbewerben. Erst in der Saison 2009/10 nahm sie als Staffelläuferin wieder im Weltcup teil. Durch zwei Halbfinalteilnahmen qualifizierte sich die Staffel für die Olympischen Spiele in Vancouver. Lajtos war bei den Spielen jedoch nur Ersatzläuferin der Staffel und wurde in den Rennen nicht eingesetzt. Zum Saisonende nahm sie in Bormio an der Teamweltmeisterschaft teil. Das ungarische Teamn gewann das B-Finale und belegte Rang fünf. In der Saison 2010/11 wurde Lajtos auch wieder in Einzelrennen eingesetzt. Bei zwei Weltcups erreichte sie über 1000 m das Viertelfinale, bei der Europameisterschaft in Heerenveen über 500 m das Halbfinale und bei der Weltmeisterschaft in Sheffield über 500 m das Viertelfinale. Mit der Staffel gewann sie zudem bei der Europameisterschaft die Silbermedaille. Auch in der Saison 2011/12 gewann Lajtos mit Bronze eine Staffelmedaille bei der Europameisterschaft in Mladá Boleslav.